# آل بريدج
آل بريدج (بالإنجليزية: Al Bridge)‏ مواليد 26 فبراير 1891 في فيلادلفيا - الوفاة 27 ديسمبر 1957 في لوس أنجلوس، هو ممثل أمريكي بدأ مسيرته الفنية سنة 1931. من أعماله إنها حياة رائعة.

## روابط خارجية
- آل بريدج على موقع IMDb (الإنجليزية)
- آل بريدج على موقع تيرنر كلاسيك موفيز (الإنجليزية)
- آل بريدج على موقع أول موفي (الإنجليزية)
- آل بريدج على موقع قاعدة بيانات الفيلم (الإنجليزية)